# I Should Be So Lucky
„I Should Be So Lucky” este o melodie dance-pop a cântăreței Kylie Minogue. Melodia a fost scrisă și produsă de Stock, Aitken & Waterman pentru albumul de debut al lui Minogue, intitulat Kylie (1988). Versurile vorbesc despre cum Minogue probabil că nu are noroc în dragoste.
Melodia a fost lansată ca al doilea single în decembrie 1987. A fost un adevărat succes, atingând top 10 în majoritatea țărilor în care a fost lansată, ajungând prima poziție în Australia și Marea Britanie. Acesta a devenit cel mai bine vândut single în Australia, în 1988, și a fost numit „Înregistrarea anului” de Japanese Phonographic Record Association.